# کاروانسرای دوقلو
کاروانسرای دوقلو در بازار قدیمی تهران است. این کاروانسرا از دو قسمت تشکیل شده که مساحت آن‌ها با یک‌دیگر برابر است و از این رو نام آن را کاروانسرای دوقلو نهاده‌اند. این مکان در دوره شاه عباس صفوی ساخته شده است و با ۴۰۰ سال قدمت جزو ابنیه تاریخی شهر ری محسوب می‌شود. کاروانسرای دوقلو در زمان قاجار توسط فردی از بزرگان ری اداره و از آن برای تخلیه بارهای شتر و انتقال نفت از باکو استفاده می‌گردید.